# Rose-Marie Precht
Astrid Rose-Marie Precht, född 19 april 1938 i Helsingfors, död 26 september 2000 i Helsingfors, var en finländsk skådespelare. Hennes son är skådespelaren Santeri Kinnunen.

## Biografi
Rose-Marie Prechts utexaminerades från Finlands Teaterskola år 1961. Hon gjorde sin första filmroll i filmen Skandal i flickskolan år 1960. Precht gjorde sina mest kända teaterroller i Finlands nationalteater Åbo stadsteater och KOM-teatern. Några av Prechts viktiga teaterroller var Charlotta Lönnqvist i Veijo Meris spel Aleksis Kivi och Maaria Blomma i Jussi Kylätaskus spel med samma namn.
Precht var med i många filmer. Hennes kanske mest kända filmroll är Ellen Salpakari i Edvin Laines filmer Här under polstjärnan och Akseli och Elina.
Precht var gift tre gånger. Först med Esko Salminen och senare med Heikki Kinnunen. Båda äktenskapen slutade i skilsmässa. Tredje gången gifte Precht sig med kostymdesignern Samppa Lahdenperä. Precht avled i Helsingfors år 2000, 62 år gammal. Precht hade kämpat med magsäckscancer. Hennes aska finns i urnlunden i Sandudds begravningsplats i Helsingfors.

## Filmografi

### Filmer
- Mysteriet Rygseck, kommissarie Palmu (1960)
- Skandal i flickskolan (1960)
- Vem mördade fru Skrof? (1961)
- Me (1961)
- Minkkiturii (1961)
- Oksat pois... (1961)
- Tähtisumua (1961)
- Hän varasti elämän (1962)
- Ihana seikkailu (1962)
- Kuu on vaarallinen (1962)
- Turkasen tenava! (1963)
- Villin Pohjolan kulta (1963)
- Juokse kuin varas (1964)
- Johan nyt on markkinat! (1966)
- Firenzeläinen tragedia (1967)
- Asfalttilampaat (1968)
- Här under polstjärnan (1968)
- Akseli och Elina (1970)
- Fårätarna (1972)
- Polstjärnan (1973)
- Woyzeck (1980)
- Pirunpolska (1980)
- Kerran kesällä (1981)
- Uuno Turhapuron muisti palailee pätkittäin (1983)
- Aikalainen (1984)
- Back to the USSR – takaisin Ryssiin (1992)
- Måln på drift (1996)
- Johtaja Uuno Turhapuro – pisnismies (1998)

### TV-serier
- Peltiheikit (1996)
- Pappia kyydissä (1998)
- Hovimäki (1999–2000)

### Röstroller
- Micke och Molle: Vänner när det gäller (1981) – Uggla